# Hans-Richard Wendt
Hans-Richard Wendt, auch: Richard Wendt (* 2. März 1908 in Rostock; † 16. April 1975 in Hamburg) war ein deutscher Windjammer-Kapitän und Kap Hoornier.

## Leben
Hans-Richard Wendt ging nach dem Besuch des Realgymnasiums bis zur mittleren Reife bereits mit 16 Jahren zur See. 1924 kam er als Schiffsjunge auf das Schulschiff des Deutschen Schulschiff-Vereins, das Vollschiff Großherzogin Elisabeth.
Es folgte eine Zwischenfahrtzeit bei der Hamburg Süd (HSDG 1871). Von 1926 fuhr er als Leichtmatrose, 1927 als Matrose auf dem Frachtschulschiff des Hamburger Reeders H.H.Schmidt, dem Vollschiff Oldenburg unter Kapitän Volquardsen.
Von 1929 bis 1930 besuchte er die Seefahrtschule Altona und erwarb das Patent zum Seesteuermann auf Großer Fahrt. Es folgten Fahrten von 1930 bis 1932 als Vierter Offizier und Funker auf der Viermastbark Peking unter Kapitän Jürs und Kapitän Rohwer. Ein weiterer Besuch der Seefahrtschule Altona brachte ihm 1933 das Patent zum Kapitän auf Großer Fahrt. Wieder folgten Jahre auf den Großseglern; 1933 bis 1934 als Dritter Offizier und Funker auf der Viermastbark Padua unter Kapt. Jürs; 1935 bis 1937 als Zweiter Offizier und später Erster Offizier auf der Viermastbark Priwall unter Kapt. Jürs und Kapitän Hauth und 1937 bis 1938 als Erster Offizier auf der Viermastbark Padua unter Kapt. Jürs.
Von 1938 bis 1939 hatte Wendt die Führung auf der Viermastbark Padua als Kapitän der Hamburger Reederei F. Laeisz im Alter von 30 Jahren.
Wendt machte zwei aufsehenerregende Rekordreisen: von England nach Corral (Chile) um Kap Horn (9390 Seemeilen) in 61 Tagen und von Valparaíso nach Port Lincoln in Australien (7200 Seemeilen) in 52 Tagen. Die Etappen waren: 14. Oktober 1938 ab Bremen – 22. Dezember 1938 an Corral/Chile; 26. Dezember 1938 ab Corral – 30. Dezember 1938 an Valparaiso; 14. Januar 1939 ab Valparaiso in Ballast – 8. März 1939 an Port Lincoln und 3. April 1939 ab Port Lincoln mit 52.804 Sack Weizen (4.484 t) – 8. Juli 1939 an Glasgow (Löschhafen). Diese Weltreise dauerte acht Monate und 23 Tage.
Mit Beginn des Zweiten Weltkrieges wurde von Kapitän Wendt die Segelschiffsausbildung auf der Viermastbark Padua in der Ostsee fortgeführt. Am 1. April 1941 übernahm Kapt. Schommartz das weitere Kommando. 1942 wurde er Kapitän des Blockadebrechers Irene (ehemals die norwegische Silvaplana, 4793 BRT) und fuhr mit Ladung nach Japan. Er erreichte am 20. Dezember 1942 Kōbe. Auf der Rückreise mit wertvoller Ladung musste er das Schiff kurz vor dem Bestimmungshafen westlich von Kap Finisterre selbst versenken, da es sonst von dem englischen Kreuzer Adventure aufgebracht worden wäre. Kapitän Wendt kam in britische und danach in kanadische Gefangenschaft. 1945 kehrte er zurück und fuhr als Zweiter Offizier auf dem Dampfer Pelikan der Reederei Laeisz, bis auch dieses Schiff abgeliefert werden musste.
Später arbeitete er als Lagerrevisor, um bis zum Prokuristen und Getreideexperten der bedeutenden Hamburger Firma Mackprang im Rethe-Speicher aufzusteigen. Er wurde ein Getreide- und Silofachmann bis zu seiner Pensionierung und lebte mit seiner Frau in Hamburg.

## Kap Hoornier
Wendt war seit 1955 Mitglied der Seefahrervereinigung Internationale Bruderschaft der Kaphoorniers (A.I.C.H. 1955 Mitgliedsnr. 46). Er wurde 1959 mit der Cap-Horniers-Medaille Pour le Mérite geehrt.
In der deutschen Sektion der Bruderschaft war er von April 1962 bis April 1970 stellvertretender Sektionspräsident und bis zu seinem Tod 1975 Sektionspräsident. Kapitän Wendt genoss im In- und Ausland hohes Ansehen. Im Juli 1975 sollte er zum Grand Mât (Präsident), dem Leiter aller Sektionen des internationalen Freundschaftsbundes der Cap Horniers gewählt werden. Jedoch starb er bereits am 16. April 1975 im Alter von 67 Jahren infolge einer schweren Krankheit, so dass er das höchste Amt, das die Bruderschaft zu vergeben hatte, nicht mehr antreten konnte.